# Carlo Holse
Carl Johan „Carlo“ Holse Justesen (* 2. Juni 1999) ist ein dänischer Fußballspieler. Er war vielfacher Juniorennationalspieler.

## Karriere

### Verein
Carlo Holse begann mit dem Fußballspielen bei B 1903 Kopenhagen, einem siebenmaligen dänischen Meister, bevor er in das Nachwuchsleistungszentrum des FC Kopenhagen, 1992 aus einer Fusion entstanden und heute eines der größten dänischen Vereine, gewechselt war. Am 24. August 2017 erhielt er dort einen Vierjahresvertrag, hatte aber bereits am 1. März 2017 sein Debüt in der Profimannschaft gegeben, als er im Alter von 17 Jahren beim 3:0-Sieg im Stadtduell im Achtelfinale des dänischen Pokals beim Drittligisten B.93 Kopenhagen eingewechselt wurde. Das Debüt von Holse in der Superligæn, der ersten dänischen Liga, folgte am 23. September 2017 beim 4:0-Heimsieg am 10. Spieltag gegen Silkeborg IF. In der Saison 2017/18 kam er zu acht Einsätzen im Ligaalltag sowie zu einem Einsatz im dänischen Pokal (beim 3:0-Auswärtssieg in der dritten Runde gegen Skive IK gelangen ihm zwei Tore) und zu genauso vielen Einsätzen in der UEFA Europa League. Da dem nun 19-jährigen Carlo Holse in der Folge der Durchbruch verwehrt blieb, wurde er – nach einer Vertragsverlängerung – am 30. Januar 2019 an Esbjerg fB verliehen. Dort eroberte er sich einen Stammplatz und trug mit drei Torbeteiligungen in sechs Partien in der regulären Saison zur Qualifikation der Esbjerger für die Meisterrunde bei. Dabei wurde Holse zumeist als linker Außenstürmer eingesetzt. In der Meisterrunde kam er zu acht Einsätzen und schoss ein Tor. Die Saison beendete Esbjerg fB als Tabellendritter. In der Folge kehrte Carlo Holse nach dem Auslaufen des Leihvertrages zum FC Kopenhagen zurück. Auch nun blieb ihm der Durchbruch in der dänischen Hauptstadt verwehrt, woraufhin er in der folgenden Wintertransferperiode den Verein verließ.
Am 31. Januar 2020 wechselte Holse nach Norwegen zu Rosenborg BK, wo er einen Vertrag bis 2023 unterschrieb. Beim norwegischen Rekordmeister erkämpfte er sich schnell einen Stammplatz und kam in seiner ersten Saison in der Eliteserien zu 30 Einsätzen, in denen ihm fünf Tore und genauso viele Vorlagen gelangen. Damit war Carlo an zehn der 50 Saisontore der Trondheimer beteiligt, dennoch belegte Rosenborg BK den vierten Platz und musste den Meistertitel FK Bodø/Glimt – in der Saison zuvor waren diese überraschend Vizemeister geworden – überlassen.

### Nationalmannschaft
Carlo Holse ist auch dänischer Juniorennationalspieler. Für die dänische U16-Nationalmannschaft kam er zwischen 2014 und 2015 zu fünf Einsätzen, ab 2015 lief Holse für die U17-Nationalelf auf und nahm mit dieser an der U-17-Fußball-Europameisterschaft 2016 in Aserbaidschan teil, wo die Dänen nach der Gruppenphase ausschieden. Dabei kam er in allen drei Spielen der dänischen Mannschaft zum Einsatz, insgesamt absolvierte Carlo Holse in 9 Partien für die U17-Nationalelf zum Einsatz. 2017 hatte er in zwei Spielen für die dänische U18-Nationalmannschaft gespielt, zwischenzeitlich debütierte Holse für die U19-Nationalmannschaft, fünf von zehn Partien wurden im Rahmen der Qualifikation für die U-19-Fußball-Europameisterschaft 2018 absolviert. Im Oktober 2018 folgten zwei Einsätze für die U20-Nationalelf. Seit 2019 ist er dänischer U21-Nationalspieler, Carlo Holses Debüt erfolgte außerhalb des Länderspielfensters, als er am 10. Januar 2019 bei einem 1:0-Sieg im Freundschaftsspiel in Mexiko-Stadt gegen Mexiko eingesetzt wurde. Er steht im Kader der Dänen für die U-21-Fußball-Europameisterschaft 2021 in Ungarn und Slowenien.

## Erfolge
FC Kopenhagen
- Dänischer Pokalsieger: 2017